# Bartolomé Hidalgo
Bartolomé José Hidalgo Jiménez (Montevideo, 1788 − Buenos Aires, 1822), més conegut com a Bartolomé Hidalgo, va ser un escriptor uruguaià, precursor − al costat de l'argentí Hilario Ascasubi − de la poesia gautxesca al Riu de la Plata.

## Biografia
Orfe des d'edat primerenca, va viure amb la seva mare i les seves germanes a Montevideo. La pobresa de la ciutat colonial i la seva condició de fill de llar modesta el van marcar, li van fer sentir els seus rigors. A més, va formar part del cos militar de José Gervasio Artigas, i va participar en la lluita contra els invasors portuguesos fins al seu exili a Buenos Aires.

## Creació literària
Bartolomé Hidalgo pertany a la cultura popular. És un d'aquells autors que es poden definir com a «essencials», és a dir, aquells que més enllà de la vestidura lírica o literària, tenen la seva importància en el que diuen.
Els seus Cielitos, que parlen de la peripècia patriòtica, van esdevenint després en poemes en els quals s'incorporen les primeres denúncies que després continuaran la veu dels trenta-tres gautxos orientals i més tard la veu de Martín Fierro; és a dir, amb autors com Antonio Lussich i José Hernández, successivament.
És considerat a l'actual Uruguai el primer poeta que canta a la pàtria per ser l'autor de la primera cançó sobre els orientals, la Marcha Oriental, la qual diu:
| « | Orientals, la pàtria perilla, reunits al Salt voleu; Llibertat entoneu en la marxa i al retorn digueu Llibertat. | » |

En el Cielito de la Independencia canta a les Províncies Unides del Riu de la Plata (actuals Argentina i Uruguai):
| « | Avui una Nació en el món es presenta, doncs les Províncies Unides proclamen la seva Independència. | » |

## Obra
- Marcha Oriental: Himno Oriental (1811)
- Sentimientos d'un patriota (1816)
- La libertad civil (1816)
- El Triunfo (1816)
- Marcha Nacional Oriental (1816)
- Epitalamio a don Francisco de Antuña (1818)
- Cielito a la Acción de Maipú (1818)
- Cielito a la venida de la expedición española (1819)
- Un gaucho de la Guardia del Monte contesta al Manifiesto de Fernando (1820)
- Cielito patriótico del gaucho Ramón Contreras (1820)
- Diálogo patriótico interesante (1821)
- Nuevo diálogo patriótico (1821)
- Al triunfo de Lima y el Callao (1821)
- Relación (1822)